# Bothriothorax callosus
Bothriothorax callosus är en stekelart som beskrevs av Thomson 1876. Bothriothorax callosus ingår i släktet Bothriothorax och familjen sköldlussteklar.
Artens utbredningsområde är Sverige. Arten är reproducerande i Sverige. Inga underarter finns listade.